# Hoplophorella anosculpturata
Hoplophorella anosculpturata är en kvalsterart som först beskrevs av Sandór Mahunka 1987.  Hoplophorella anosculpturata ingår i släktet Hoplophorella och familjen Phthiracaridae. Inga underarter finns listade i Catalogue of Life.